# Beat Bösch
Beat Bösch (* 27. November 1971 in Grosswangen) ist ein Schweizer Rollstuhlsportler. Er ist aktiv in der Startklasse T52 bei Sprint- und Mittelstreckenwettkämpfen.

## Laufbahn
Bösch nahm an seinen ersten Sommer-Paralympics im Jahr 2000 teil. Vier Jahre später beteiligte er sich an den Paralympics 2004 in Athen, Griechenland. Dort gewann er eine Silbermedaille über 100 und eine Bronzemedaille über 200 Meter.
Bei den Paralympics 2008 in Peking gewann er je eine Silbermedaille über 100 und 200 Meter. Über 400 Meter schied er in der ersten Runde aus.
Er nahm auch an den Paralympics 2012 in London teil, wo er bei der Eröffnungszeremonie Fahnenträger seines Landes war. Er beteiligte sich an der 100-, der 200- und der 400-Meter-Disziplin und wurde sowohl über 100 als auch über 200 Meter Vierter.
Bei den Paralympics 2016 in Rio de Janeiro erreichte er über 100 und 400 Meter einen 5. bzw. 10. Rang, bei den Paralympics 2020 in Tokio einen 5. bzw. 9. Rang und bei den Paralympics 2024 in Paris je einen 6. Rang.
Seine grössten Erfolge feierte er bei den Weltmeisterschaften 2002 in Lille und  2011 in Christchurch, als er jeweils Weltmeister über 400 Meter wurde. Europameister wurde er 2014 in Swansea über 100 Meter und 2016 in Grosseto über 100 und 400 Meter.
Bösch feierte in seiner Karriere insgesamt 71 Schweizer Meistertitel (über 100, 200, 400, 800 und 1500 Meter) und war Inhaber der Schweizer Rekorde über 200, 400 und 800 Meter.